# Kong Nay
Pour les articles homonymes, voir Nay.
Kong Nay, né le 15 mars 1944 et mort le 28 juin 2024,, est un luthiste cambodgien aveugle, maître du chapey, le luth cambodgien.
Il enseigne le chapey dans une école de musique à Phnom Penh. Cet artiste échappe aux persécutions des Khmers rouges, il offre une vision du Cambodge dans un style musical que l’on a surnommé le « blues du Mékong ». On l'appelle aussi le « Ray Charles du Cambodge ».
En mars 2021, Kong Nay est mis en avant dans le clip vidéo de la chanson du jeune rappeur cambodgien Vannda Time to rise. Ce titre prône le respect de la culture cambodgienne traditionnelle. La vidéo atteint 1 million de vues en moins de 24 heures.

## Discographie
Album Kong Nay. Un Barde Cambodgien, Inédit W260112, publié en 2008
| 1.    | Prawat poaun kong lene               | 3:31  |
| 2.    | Thkol loan nauv khet svag rieng      | 4:21  |
| 3.    | Kroeun satreil                       | 4:41  |
| 4.    | Bom pet                              | 4:32  |
| 5.    | Khmeng chamnoan doeum khmeng ay leuv | 5:32  |
| 6.    | Lam liv                              | 6:00  |
| 7.    | Bankoung kaek                        | 6:14  |
| 8.    | Roap phum srok & roap somphireak     | 18:32 |
| 53:23 |                                      |       |